# Jan Drnek
Jan Drnek (* 29. listopadu 1960 Plzeň) je český spisovatel, vychovatel mládeže, konzervativní politik, monarchista a plzeňský patriot.

## Osobní život
Narodil se v Plzni, od mládí je aktivní v trampských kruzích, na počátku 80. let spoluzakladatel 1. ornitologické letecké perutě. Vyučil se ve Škodovce, pracoval jako frézař, později si při večerním studiu doplnil maturitu a několik semestrů VŠ a stal se vychovatelem učňů ve škodováckých internátech. V letech 1986 – 1990 vedl jako vychovatel chlapecký turistický oddíl se skautskou, respektive roverskou náplní.
V letech 1988 – 1989 se zúčastnil řady protirežimních demonstrací, 17. listopadu 1989 se zúčastnil protestního shromáždění na Národní třídě, kterým započala Sametová revoluce. Po pádu komunistického režimu se stal tiskovým mluvčím generálního ředitele koncernu Škoda, tři roky pracoval jako úředník odboru životního prostředí plzeňského magistrátu. Od roku 1994 je věřící katolík.
V roce 1998 inicioval založení Obecně prospěšné společnosti Centrum sociálních asistentů, kterou následně řídil a která fungovala do roku 2009. Jako sociální asistent vedl resocializační programy se skupinami mladistvých pachatelů trestných činů. Založil také občanské sdružení STREET, původně k provozování terénní sociální práce (streetwork), později se přeměnilo na sdružení pro osvětovou regionální činnost.
Má manželku, dvě dcery a syna.

## Politická kariéra
Jan Drnek se sám prezentuje jako monarchista a monarchistické myšlenky často představuje a vysvětluje i ve svých dílech.
Od roku 2004 byl členem Koruny České. Spoluzaložil místní společnost této strany v Plzni a od roku 2007 několik let působil jako zemský hejtman pro Čechy. Ve volbách do Senátu PČR v roce 2014 a v roce 2022 zprostředkoval za Korunu Českou spolupráci s Občanskou demokratickou stranou, na společné koaliční kandidátce byl pak úspěšně zvolen senátor Lumír Aschenbrenner. 29. listopadu 2014 byl Drnek na generálním sněmu KČ zvolen jako člen předsednictva.
Roku 2018 Jan Drnek sepsal prohlášení Konzervativní alternativa jako manifest politiky Koruny České, volající po alternativě k současné podobě českého politického a ekonomického systému. Historik Jan Cholínský tento text označil za „nepochybně nejpozoruhodnější veřejnou stranickou výzvu k (politicky prosazené) změně polistopadového směřování české společnosti a to především snahou nazývat věci pravými jmény a hledat skutečnou nikoli pouze kompromisní (ve smyslu kompromisu s neřádem) a tudíž iluzorní cestu k nápravě.“
Z Koruny České vystoupil kvůli svému špatného dojmu z počínání lidí v okolí strany.

## Dílo
Psal mnoho let pouze pro své přátele, do roku 1989 publikoval jen v samizdatu. Začínal s poezií, později rozšířil svou tvorbu i na povídky a romány. Literárně vyrostl z trampského prostředí k obecně uchopitelným, nadčasovým a křesťanským tématům. V roce 2001 získal v trampské literární soutěži Trapsavec (založené v roce 1971) nejvyšší cenu - Zlatého Trapsavce. V posledních letech se zaměřuje především na historické mystifikace (alternativní historii).
Kromě toho napsal a vydal řadu publikací, které se věnují regionální historii Plzně a dalších obcí a měst na Plzeňsku a také několik publikací, které se věnují historii hudebních kapel a vydavatelství v Plzni a okolí.
Dlouhodobě působil jako šéfredaktor a častý autor článků internetového časopisu Monarchistický zpravodaj, který je oficiálním periodikem Koruny České.

### Publikované knihy
- Ideal Army Blues – Plzeň: Západočeské nakladatelství, 1991. ISBN 80-7088-046-5.
- Agentura Hammeln – Plzeň: Jan Drnek, 2006.
- Poslední recesista a Tma – Praha, Avalon, 2007.
- Burani – Olomouc: Fontána, 2006. ISBN 80-7336-295-3.
- Žáby v mlíku – Praha: Naše vojsko, 2007, ISBN 978-80-206-0881-9.
- Druhý dech habsburské monarchie: vojensko-historická mystifikace o tom, jak český národ pomohl zachránit monarchii a českoslovenští legionáři zachránili svět před bolševismem – Třebíč: Akcent, 2007. ISBN 978-80-7268-446-5.
- Žába a škorpion – Praha: Naše vojsko, 2010. ISBN 978-80-206-1109-3.
- Hoši jako květ: příběh pluku a města 1683-2010 – Plzeň: Občanské sdružení Street, 2010. ISBN 978-80-254-6937-8.
- Země zaslíbená: Mystifikované dějiny národa českého – Praha: Naše vojsko, 2011. ISBN 978-80-206-1210-6.
- Krajina nad pokladem: průvodce po historii kamenouhelného dolování na Plzeňsku – Plzeň: Street, 2012. ISBN 978-80-904746-0-4.
- Žáby v bouři – Praha: Naše vojsko, 2013. ISBN 978-80-206-1334-9.
- Zlaté hovno – Praha: Naše vojsko, 2013. ISBN 978-80-206-1365-3.
- Dějiny české státnosti: didaktická studie o vztahu Čechů k vlastnímu státu (pro konzervativce a legitimisty) – Třebíč: Akcent, 2013. ISBN 978-80-7268-353-6.
- Žáby na prameni – Praha: Naše vojsko, 2016. ISBN 978-80-206-1618-0